# Ralph Boston
Ralph Boston (Laurel, Mississippi; 9 de mayo de 1939-Peachtree City, Georgia; 30 de abril de 2023) fue un atleta estadounidense retirado, especializado en la prueba de salto de longitud en la que llegó a ser campeón olímpico en 1960 y plusmarquista mundial durante los años 60. Participó en tres Juegos Olímpicos de Verano: 1960 en Roma, Italia, 1964 en Tokio, Japón y 1968 en la Ciudad de México, donde posteriormente se retiraría de toda actividad atlética.

## Carrera deportiva

### Primeros años y educación
Ralph Boston nació en Laurel, Misisipí. Como estudiante en la Universidad Estatal de Tennessee, ganó el título de la Asociación Atlética Colegial Nacional de 1960 en salto de longitud. En agosto del mismo año, rompió el récord mundial en el evento, que ostentaba el legendario Jesse Owens durante 25 años, en Mt. SAC Relays. Ya poseedor del récord mundial, mejoró la marca más allá de los 27 pies, saltando 27 '1/2 en Modesto Relays el 27 de mayo de 1961.

## Carrera atlética
Ralph Boston se clasificó para los Juegos Olímpicos de Verano en Roma, Italia en 1960, donde se llevó la medalla de oro en salto de longitud, estableciendo el récord olímpico en 8,12 m (26 pies 7+1⁄2"), mientras derrotaba por poco a su compañero de equipo estadounidense Bo Roberson por un centímetro.
Ralph Boston ganó el campeonato nacional de salto de longitud de la Unión Atlética Amateur (AAU) seis veces seguidas entre 1961 y 1966. También tuvo el salto triple más largo para un estadounidense en 1963. Regresó a los Juegos Olímpicos de Tokio, Japón en 1964 como poseedor del récord mundial después de perder el récord ante el soviético Igor Ter-Ovanesyan y recuperando el récord un par de meses antes de los Juegos Olímpicos, primero en Kingston, Jamaica y mejorándolo en las Pruebas Olímpicas de 1964. En la final olímpica, Boston intercambió el liderato con Ter-Ovanesyan. Al entrar en la quinta ronda, Boston lideraba pero cometió faltas, mientras que Lynn Davies y Ter-Ovanesyan saltó a su lado. En su último salto, pudo superar a Ter-Ovanesyan, pero no pudo alcanzar a Davies y terminó ganando la medalla de plata.
La última mejora del récord de Boston a 8,35 m fue nuevamente en los Modesto Relays de 1965. Fue empatado en altura por Ter-Ovanesyan en 1967. En 1967, perdió el título nacional ante Jerry Proctor. Cuando su rival Bob Beamon fue suspendido de la Universidad de Texas en El Paso, por negarse a competir contra la Universidad Brigham Young, alegando que tenía políticas racistas, Boston comenzó a entrenarlo extraoficialmente. Beamon ganó el Campeonato Nacional de 1968. En los Juegos Olímpicos de 1968 en la Ciudad de México, Boston vio a su alumno destruir el récord mundial empatado saltando 8,90 m (29' 2 1/2"), salto que posteriormente sería llamado El Salto del Siglo. Boston tenía entonces 29 años. Ganó una medalla de bronce detrás de Beamon y el alemán Klaus Beer y se retiró de las competencias al poco tiempo después de eso. Se mudó a Knoxville, Tennessee, y trabajó para la Universidad de Tennessee como Coordinador de Asuntos de las Minorías y Decano Asistente de Estudiantes de 1968 a 1975. Fue el reportero de eventos de campo para la cobertura de deportes espectaculares de CBS de atletismo nacional y eventos de campo. Fue incluido en el Salón de la Fama del Atletismo de Estados Unidos en 1974 y en el Salón de la Fama Olímpico de Estados Unidos en 1985.

## Años posteriores
Un artículo de Los Angeles Times sobre Boston del 2 de agosto de 2010, coincidiendo aproximadamente con el 50° aniversario de su récord mundial inicial, lo describió como un bisabuelo divorciado que estaba escribiendo una autobiografía. Dividió su tiempo entre Atlanta, Georgia y Knoxville. [6]

## Muerte
Boston murió por complicaciones de un derrame cerebral en su casa en Peachtree City, Georgia, el 30 de abril de 2023, a la edad de 83 años. [7] [8]